# Waseeka Wildlife Sanctuary
Das Waseeka Wildlife Sanctuary ist ein 229 Acres (92,7 ha) umfassendes Schutzgebiet bei Hopkinton im Bundesstaat Massachusetts der Vereinigten Staaten. Es wird von der Massachusetts Audubon Society verwaltet.

## Schutzgebiet
Das Schutzgebiet besteht aus einem von Wald umgebenen See. Insbesondere können Wald- und Wasservögel wie Hüttensänger, Helmspechte, Kanadareiher, Fischadler und Virginia-Uhus beobachtet werden, aber auch die Flora ist sehr vielfältig. Besuchern stehen 1 mi (1,6 km) Wanderwege zur Verfügung. Unregelmäßige Sonderaktionen können über das Broadmoor Wildlife Sanctuary gebucht werden.